# Sasamón
Sasamón es un municipio y localidad española del oeste de la provincia de Burgos, en la comunidad autónoma de Castilla y León. Perteneciente a la comarca de Odra-Pisuerga y al partido judicial de Burgos, cuenta con una población de 912 habitantes (INE 2024).
La mayoría de los autores coinciden en que la antigua Segisama de los turmogos estuvo instalada en el cercano castro de Castarreño desde el siglo IV a. C. hasta la ocupación romana e instalación del campamento en Sasamón (29-19 a. C), época en que nace la ciudad romana de Segisamo, de cuyo acusativo Segisamonem proviene su actual denominación. Allí instaló el emperador Augusto su campamento en las guerras contra los cántabros, denominándose posteriormente en su honor Segisama Iulia.
La localidad, que fue declarada en 2020 bien de interés cultural en la categoría de Conjunto Histórico, posee un amplio patrimonio, en el cual destaca la iglesia de Santa María La Real, uno de los templos más grandes de la provincia. 
Existe una pequeña industria alimentaria, en la que destacan los productos lácteos como el queso de oveja, de renombrado prestigio y calidad.

## Geografía
La localidad de Sasamón se ubica sobre un pequeño otero. Bañado por el río Brullés, al sur de Villadiego, cruce de caminos: BU-P-6201 a Villasidro; BU-640 a Villadiego; BU-610 a Sotresgudo; BU-P-4041 a la A-231 en Olmillos; BU-V-6402 a Citores y BU-641 a la N-120.

## Historia

### Edad Antigua

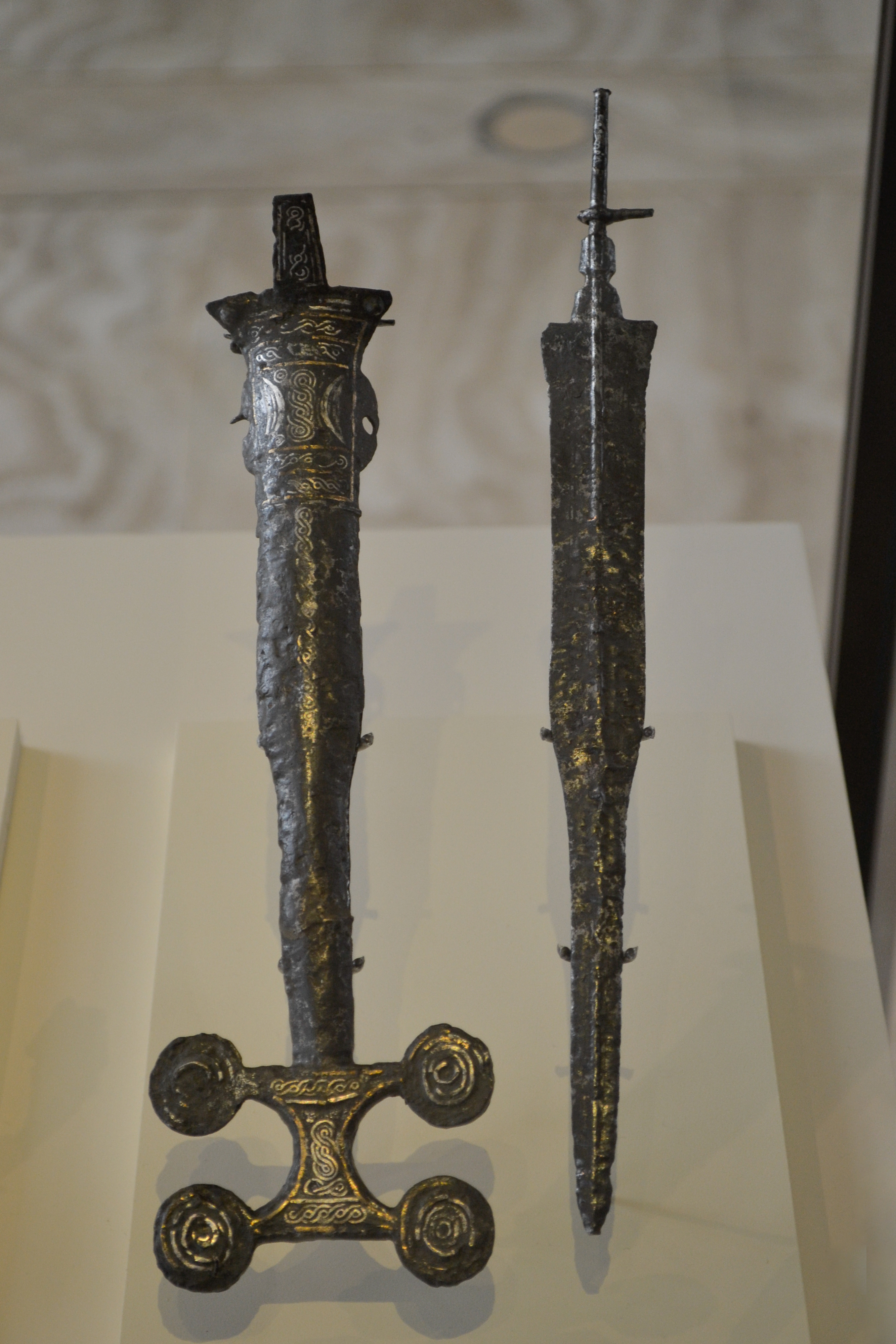
Puñal y vaina vetones del siglo - a. C., hallados en la necrópolis de Sasamón. Museo Arqueológico Nacional

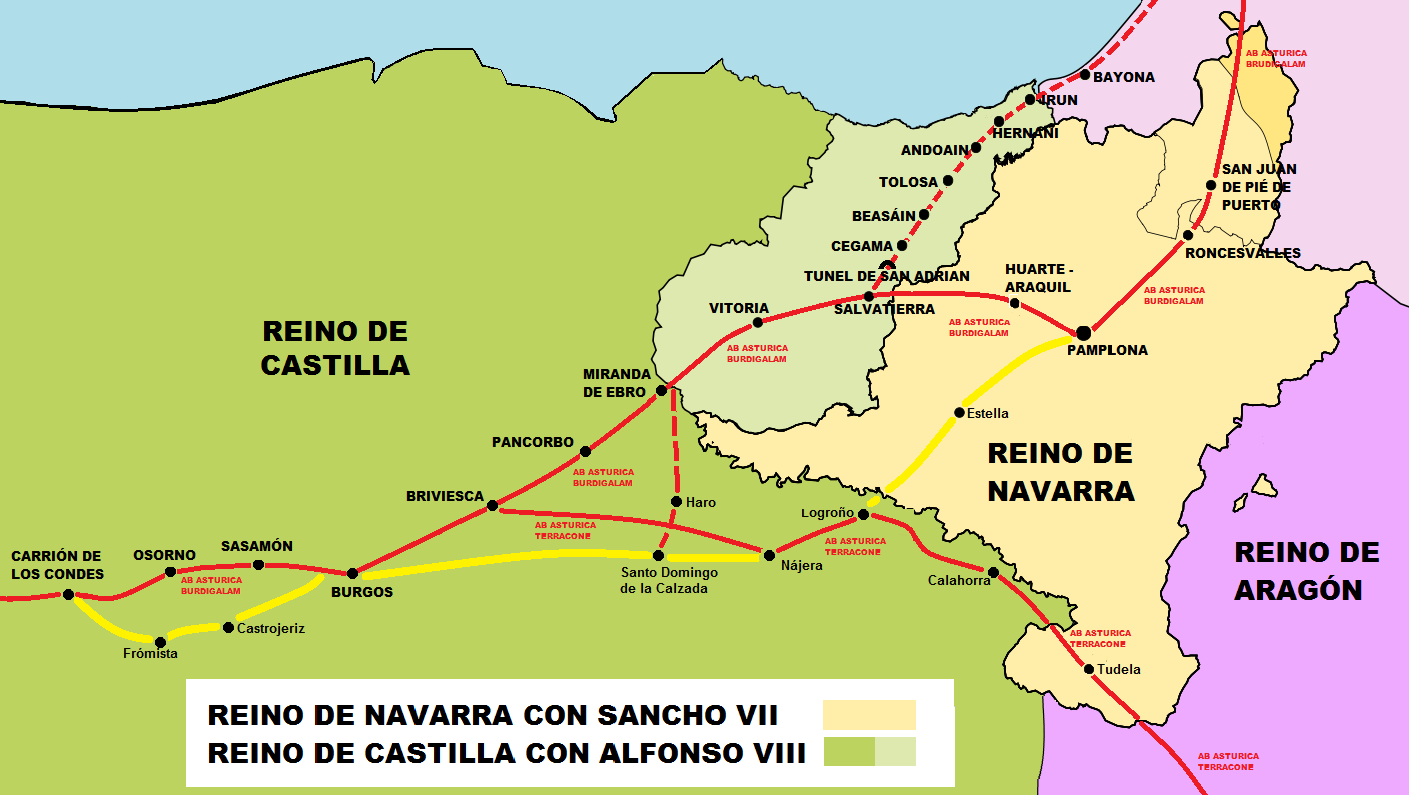
Reinos de Navarra y Castilla año 1200. Caminos a Santiago-Calzadas romanas

Considerada de origen celta hacia el siglo I a. C., fue habitada por los turmos o turmódigos, siendo conocida entonces como Segisamone y Segisama, «la más fuerte».
En ella se asentó una legión romana, la Legio IV Macedonica, al mando directo de Octavio Augusto, que trataba de someter a los pueblos cántabros y astures mediante las campañas desarrollada entre los años 29-19 a. C. y romanizar la región; fue el origen de su nombre romano Segisama Julia.
Dada su importancia estratégica, figura citada en el Itinerario de Antonino como una de las mansiones que jalonan las vías de comunicación del Imperio en Hispania. Aparece como un importante nudo de comunicación y encrucijada de caminos, y por ella pasaba la calzada principal procedente de Astorga (Asturica Augusta), uno de cuyos ramales se dirigía a Burdeos por Pamplona, la calzada romana XXXIV o Ab Asturica Burdigalam (Vía Aquitania) , prosiguiendo el otro ramal, la calzada XXXII o Ab Asturica Terracone hacia Tarragona pasando por Zaragoza (Cesar Augusta), de la que quedan algunos restos en las afueras del pueblo, siendo etapa de uno de los ramales del Camino de Santiago que discurría por la antigua calzada romana Vía Aquitania, llamada así por ser la entrada de los peregrinos desde la región de Aquitania que fue el origen del Camino Francés,  actualmente recuperado como Camino a Santiago Vía Aquitania.

### Edad Media
En el siglo XI, el rey Sancho II otorgó a la villa el título de sede episcopal, siendo su primer obispo Munio (f. 1120); posteriormente pasó a depender del obispado de Burgos, cuyo obispo se hacía llamar obispo de Burgos y Sasamón. Sasamón fue amurallado a lo largo del siglo XV.

### Edad Moderna
Villa que formaba parte, en su categoría de pueblos solos, del Partido de Castrojeriz, uno de los catorce que formaban la Intendencia de Burgos, durante el periodo comprendido entre 1785 y 1833, en el Censo de Floridablanca de 1787, jurisdicción de realengo, alcalde ordinario.

### Edad Contemporánea
Ocupada por las tropas francesas durante la guerra de la Independencia, su iglesia y ayuntamiento fueron incendiados por los guerrilleros (1812), quedando prácticamente destruidos; el incendio y posterior expolio borró la historia medieval de Sasamón.
La entonces Dirección General de Bellas Artes, Archivos y Bibliotecas del Ministerio de Cultura, por Resolución de 17 de febrero de 1982, acordó tener por incoado el expediente de declaración de conjunto histórico-artístico a favor de la villa de Sasamón. Casi cuarenta años después fue retomado el expediente por la Junta de Castilla y León para su resolución, y elaborada una propuesta adecuada a la realidad del conjunto, se procedió a continuar la tramitación del expediente como Bien de Interés Cultural con categoría de Conjunto Histórico, cumplimentando los trámites necesarios para su resolución. Y, en efecto, se procedió a declarar la Villa de Sasamón como Bien de Interés Cultural, con categoría de Conjunto Histórico.

## Demografía
Sasamón cuenta con una población de 912 habitantes (INE 2024).
| Gráfica de evolución demográfica de Sasamón entre 1842 y 2021 |
| |
| Población de derecho según los censos de población del INE. Población de hecho según los censos de población del INE.Entre el censo de 1981 y el anterior, crece el término del municipio porque incorpora a Castrillo de Murcia, Citores del Páramo, Olmillos de Sasamón, Villasidro y Yudego y Villandiego. |

El municipio está formado por las localidades de Castrillo (190 hab.), Citores (40 hab.), Olmillos (138 hab.), Sasamón (479 hab.), Villandiego (63 hab.), Villasidro (39 hab.) y Yudego (169 hab.).

## Comunicaciones
Hasta Burgos, se puede llegar en tren desde la estación de tren de Burgos, autobús, coche, o avión desde el aeropuerto de Burgos. O también desde aeropuertos con vuelos baratos, como Santander-Parayas, o Valladolid-Villanubla. Desde la estación de autobuses de Burgos, salen autobuses hacia Sasamón. En Sasamón, los autobuses se cogen en la muralla, junto a un taller mecánico. Sasamón está junto a la A-231 Autovía Camino de Santiago.
Autobuses
Existen servicios de autobús con parada en Sasamón. La línea Melgar Fernamental-Burgos de la empresa El Noroeste de Burgos S.L tiene parada en Sasamón y también tiene parada la línea Villadiego-Sasamón-Burgos, de la empresa Amaya S.L.

## Símbolos
El escudo heráldico que representa al municipio fue aprobado oficialmente el 14 de julio de 1994 con el siguiente blasón:

«Escudo partido. Primero, de sinople una estatua del César, puesta sobre una columna corintia, todo de plata y mazonado de sable, terrasada de espigas de oro, y con una oveja de plata paciente y atravesada sobre el fuste. Segundo, de gules con un castillo de oro, mazonado de sable y aclarado de azur. Al timbre, la Corona Real Española.»
Boletín Oficial de Castilla y León nº 167 de 30 de agosto de 1994

## Administración y política

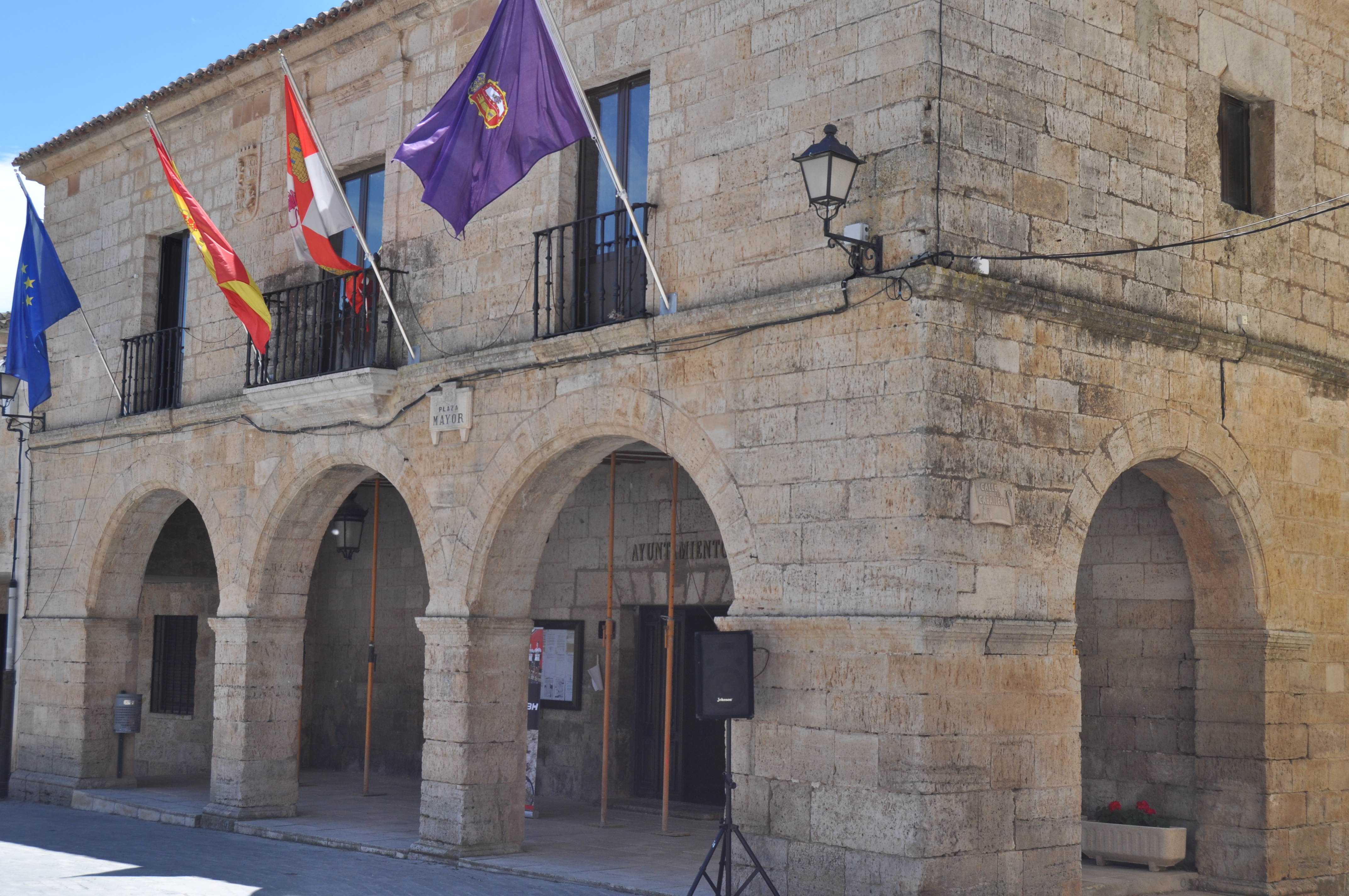
Casa consistorial

Distribución del Ayuntamiento tras las elecciones municipales de 2019:
| Partidos políticos en el Ayuntamiento de Sasamón | Partidos políticos en el Ayuntamiento de Sasamón | Partidos políticos en el Ayuntamiento de Sasamón | Partidos políticos en el Ayuntamiento de Sasamón | Partidos políticos en el Ayuntamiento de Sasamón |
| Partido político                                 | Votos                                            | Porcentaje                                       | Concejales                                       | +/-                                              |
| ------------------------------------------------ | ------------------------------------------------ | ------------------------------------------------ | ------------------------------------------------ | ------------------------------------------------ |
| Cs                                               | 232                                              | 33,82%                                           | 3                                                | +3                                               |
| PP                                               | 205                                              | 29,88%                                           | 2                                                | -6                                               |
| Vox                                              | 164                                              | 23,91%                                           | 2                                                | +2                                               |
| PCAS-TC-Imagina Burgos                           | 73                                               | 10,64%                                           | 0                                                | -1                                               |

## Patrimonio
Debido a los numerosos pueblos que han habitado Sasamón (desde los turmógos hasta los romanos y finalmente los castellanos), la localidad cuenta con un rico patrimonio monumental, tanto de arquitectura civil como religiosa.

### Arquitectura civil
Puentes Medievales por la forma de sus arcos

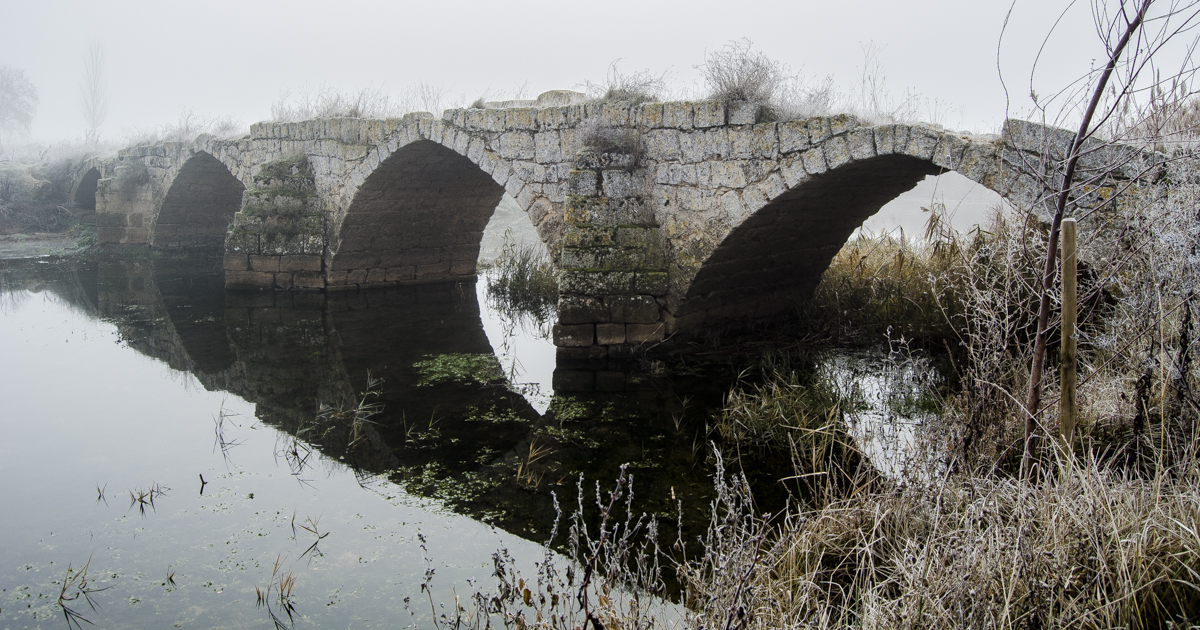
Puente Medieval de Trisla

Existen dos puentes Medievales sobre el río Brullés, ambos situados a las afueras del casco urbano.
Casa Museo de Salaguti
En las afueras de la localidad se encuentra la Casa Museo de Salaguti, un artista local que ha realizado obras (principalmente escultura) a lo largo del territorio nacional.
Plaza Mayor con la casa consistorial
En la zona aledaña a la iglesia, se encuentra la plaza Mayor, una plaza de pequeñas dimensiones que ha sido peatonalizada recientemente. En ella se encuentra el edificio del Ayuntamiento.
Arco de entrada a la villa y muralla
En la entrada de la localidad se conserva una de los arcos de acceso al recinto amurallado que existían en la ciudad, además de una parte de la muralla, elementos que fueron consolidados y restaurados en 2014.
Casas solariegas en piedra caliza
El entramado urbano conserva abundante número de casas solariegas, algunas de ellas construidas con piedra caliza labrada.
Fuente
Data de mitad del siglo XVIII.

### Arquitectura religiosa

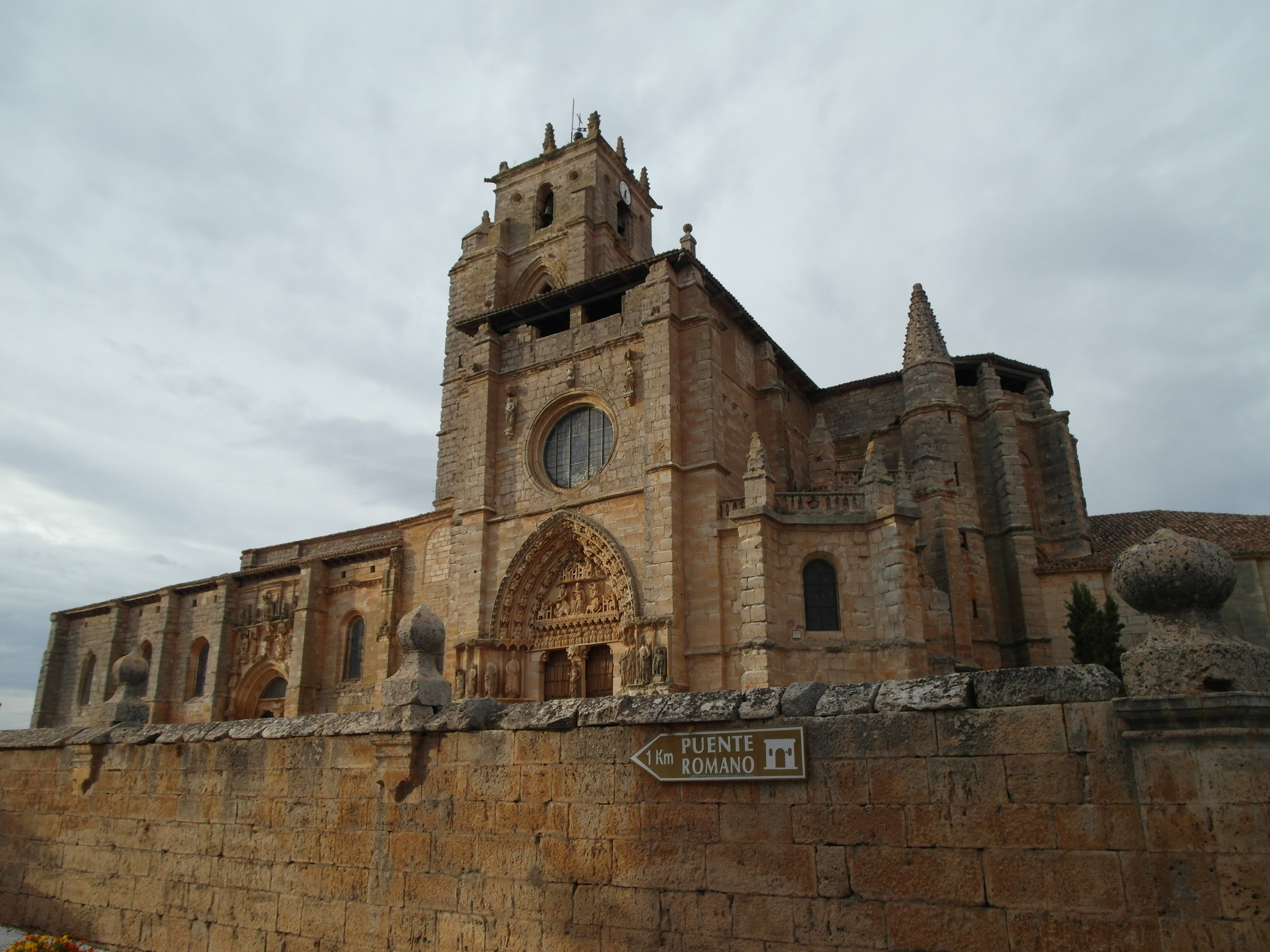
Iglesia de Santa María la Real
De estilo gótico, data de los siglos XII-XIII, ampliándose en los siglos XV (claustro) y XVI (nave sur y pórtico de San Miguel). Actualmente el propio pueblo de Sasamón realiza un entusiasta esfuerzo por rescatar este importante legado romano y medieval. Se trata del templo más grande de la provincia  después de la catedral de Burgos y de la iglesia de Melgar de Fernamental. 
Ermita de San Isidro
Situada a las afueras del pueblo se conserva una cruz de humilladero del siglo XV, una de las de mejor calidad artística de España. Tallada en piedra, recoge varias escenas de la historia de la salvación.
Arco de San Miguel
Cerca del núcleo urbano, junto a la carretera que lleva a Alar del Rey. Es el resto que queda de la iglesia románica del despoblado de San Miguel de Mazarreros. Data del siglo XII.

## Gastronomía
En Sasamón existen distintas empresas alimentarias. Entre sus productos cabe destacar el queso de Sasamón y las rosquillas castellanas, típicas de la empresa de repostería del pueblo.

## Parroquia
La parroquia de Sasamón, en el arciprestazgo de Amaya, incluye las localidades de Sasamón, Grijalba, Olmillos de Sasamón y Villasidro.